# 小林立
小林立，是日本漫畫家、插圖畫家，東京都目黑區駒場出身，在東京都江東區越中島成長。亦有為十八禁遊戲繪畫原畫。另一個筆名為。萌繪畫風為其特徵，《天才麻將少女》中的美少女角色不穿內褲以及内衣也是特徵之一。

## 作品列表
漫畫作品
- 奇想大作戰（FATALIZER）（2004年2月發行 全1卷、月刊Comic BLADE連載、Mag Garden，代理：臺灣東立出版社）ISBN 9784861270147
- 希望Online Stereo Girls（シールオンライン ステレオ・ガールズ）（YOUNG GANGAN2005年7號 YNK JAPAN原案 史克威爾艾尼克斯）（希望Online一回完結漫畫作品。）
- 天才麻將少女（2006年6月於YOUNG GANGAN連載中。史克威爾艾尼克斯）

小説插繪
- 有翼騎士團 赤城毅著（1999年12月－2000年5月、全3巻、中央公論新社）
- 為婚紗襯上深紅薔薇 田中芳樹原案/岡崎裕信著（2007年6月－、Super Dash文庫，代理：臺灣青文出版社）

18禁遊戲關連
- （1999年3月26日發售）- 原畫
- （2002年10月11日發售、TerraLunar）- 人物設計原案

## 外部連結
- dreamscape （页面存档备份，存于） - 公式網頁